# Omar Prego Gadea
Omar Prego Gadea (* 17. Juni 1927 in Cerro Colorado; † 28. Januar 2014) war ein uruguayischer Schriftsteller, Journalist und Essayist.
Omar Prego Gadea war Literaturkritiker der Marcha, für die er von 1952 bis 1956 schrieb, und des El Diario, bei dem er von 1962 bis 1972 wirkte und stellvertretender Chefredakteur (Secretario de Redacción) war. Auch war er in dieser Funktion für Tercera época, bei der Pariser Amérique Latine (CETRAL) und der mexikanischen Cuadernos de Marcha Segunda época tätig. Nachdem im Jahr 1973 die zivil-militärische Diktatur in Uruguay Platz gegriffen hatte, übersiedelte er 1974 nach Frankreich. Dort lebte er bis 1987 und arbeitete für Agence France Presse, bei der er eine Führungsposition im Lateinamerikabereich einnahm. Nachdem Prego Gadea in sein Geburtsland zurückgekehrt war, gehörte er von 1986 bis zur Schließung im Jahre 2001 dem Führungsgremium (Consejo Editorial) der Cuadernos de Marcha Tercera Epoca an, hatte von 1991 bis 1996 die Funktion des Literatur-Direktors (Director Literario) beim Verlag Trilce inne und war Direktor der Wochenzeitung Zeta. Auch arbeitete Prego Gadea als Literaturkritiker für die Zeitschrift Tres, bei der er zudem "Consejero Editorial" war. Ferner war Prego Gadea schriftstellerisch tätig. Zu seinen Werken gehören beispielsweise die Romane "Último domicilio conocido", "Para sentencia", "Nunca segundas muertes" und "Igual que una sombra". Überdies trug er zu der von elf uruguayischen Autoren gemeinsam verfassten Novelle "La muerte hace buena letra" bei. Zudem verfasste er diverse Werke in Co-Autorenschaft. Zu diesen Mitautoren zählten María Angélica Petit, E. Nepomuceno, A. Roa Bastos und A. Maciel. Insgesamt erhielt er neun Preise (Stand: 2003) des uruguayischen Bildungs- und Kultusministeriums (MEC) und der Intendencia Municipal de Montevideo (IMM). Auch wurde er 1995 von der kolumbianischen Tageszeitung El Espectador für seine Geschichte "El día que me quieras" ausgezeichnet.

## Werke (Auswahl)
- "Los dientes del viento" (1969)
- "Juan Carlos Onetti o la salvación por la escritura" (1982) mit María Angélica Petit
- "Sólo para exilados" (1987)
- "Último domicilio conocido" (1990)
- "Para sentencia" (1994)
- "Nunca segundas muertes" (1995)
- "Delmira" (1996 bzw. Madrid 1998)
- "Igual que una sombra" (1998)
- "El sueño del justo" (1998)
- "Cuentos completos" (2000)